# Municipio de Afton (Arkansas)
El municipio de Afton (en inglés: Afton Township) es un municipio ubicado en el condado de Fulton en el estado estadounidense de Arkansas. En el año 2010 tenía una población de 650 habitantes y una densidad poblacional de 6,68 personas por km².

## Geografía
El municipio de Afton se encuentra ubicado en las coordenadas 36°22′46″N 91°30′15″O / 36.37944, -91.50417. Según la Oficina del Censo de los Estados Unidos, el municipio tiene una superficie total de 97.35 km², de la cual 96,48 km² corresponden a tierra firme y (0,89 %) 0,87 km² es agua.

## Demografía
Según el censo de 2010, había 650 personas residiendo en el municipio de Afton. La densidad de población era de 6,68 hab./km². De los 650 habitantes, el municipio de Afton estaba compuesto por el 96,46 % blancos, el 1,08 % eran afroamericanos, el 0,62 % eran amerindios, el 0,15 % eran asiáticos y el 1,69 % eran de una mezcla de razas. Del total de la población el 0,15 % eran hispanos o latinos de cualquier raza.